# 8151 Andranada
A 8151 Andranada (ideiglenes jelöléssel 1986 PK6) a Naprendszer kisbolygóövében található aszteroida. Ljudmila Vasziljevna Zsuravljova fedezte fel 1986. augusztus 12-én.